# Petr Pithart
Petr Pithart (* 2. ledna 1941 Kladno) je český politik, spisovatel a právník věnující se politologii a historii, označovaný za jednoho z „otců zakladatelů“ české politiky a ústavnosti. V letech 1990 až 1992 byl předsedou české vlády v rámci federace, poté dvojnásobným předsedou a dlouholetým místopředsedou Senátu Parlamentu České republiky, v němž zasedal v období 1996 až 2012 za chrudimský obvod. Po sametové revoluci působil do červnových voleb 1990 jako poslanec kooptovaný do Sněmovny národů Federálního shromáždění. Další dva roky byl členem České národní rady. 
Do roku 1968 byl členem KSČ. V období normalizace se stal signatářem Charty 77 a vykonával dělnické a úřednické profese. Od sametové revoluce se angažoval v Občanském fóru, po jehož rozpadu v roce 1991 byl místopředsedou Občanského hnutí. V březnu 1999 vstoupil do KDU-ČSL.

## Životopis

### Mládí a aktivity do sametové revoluce v roce 1989
Roku 1963 se oženil se spisovatelkou Drahomírou Hromádkovou. Jeho otcem byl náměstek ministra průmyslu, velvyslanec v Jugoslávii a později ve Francii Vilém Pithart, předválečný člen KSČ vězněný během německé okupace nacisty, který byl po roce 1970 perzekvován, mj. za protest proti sovětské okupaci Československa u prezidenta de Gaulla.
V roce 1960 vstoupil do Komunistické strany Československa, své členství ukončil dle svých slov v říjnu 1968. V létě roku 1968 se skupinou mladých studentů, novinářů a spisovatelů navštívil Izrael, kde ho zastihla srpnová invaze vojsk Varšavské smlouvy do Československa.
Byl jedním ze signatářů Charty 77 a angažoval se i v oblasti samizdatové literatury. Spolu s Milanem Otáhalem a Petrem Příhodou napsal pod pseudonymem PODIVEN knihu Češi v dějinách nové doby, v níž její autoři zpochybňovali některé mýty českých moderních dějin, například okolo českého národního obrození, vzniku moderního českého národa či poválečného vysídlení Němců z Československa. Část historiků, například historička Věra Olivová, ovšem knihu hodnotila kriticky coby nahlížení na dějiny prizmatem (z hlediska, úhlu či pohledu) univerzalistického katolicismu, zpochybňujícího samotný vznik československého státu a jeho představitele Masaryka a Beneše. Některá svá samizdatová díla napsal pod pseudonymem J. Sládeček.

### Předseda vlády
Během sametové revoluce v závěru roku 1989 se angažoval v Občanském fóru a stal se členem jeho Koordinačního centra. Dne 14. prosince 1989, z důvodu příprav na zvolení Václava Havla prezidentem republiky, po něm převzal úlohu hlavního lídra hnutí a hlavního představitele Koordinačního centra OF (KC), kolektivního orgánu a hybatele dění fóra. Nejznámější projev přednesl v televizním vysílání 19. ledna 1990, překřtěném na „možná, že slyším trávu růst“. V polovině roku 2001 označil za „donekonečna opakované klišé“ interpretaci, že: „vystoupil na obranu těch, kterým se říkalo "staré struktury". Že jsem tak zastavil počínající výměny lidí ve funkcích. Ve skutečnosti jsem tehdy varoval před tím, aby si při obraně společnosti před těmi, kteří dělali funkcionářskou či estébáckou kariéru před rokem 1989, nikdo nemohl počínat svévolně.“ Dne 30. ledna 1990 byl kooptován do Federálního shromáždění, do jeho české části Sněmovny národů (volební obvod č. 2 – Praha 4) jako bezpartijní poslanec, respektive poslanec za Občanské fórum. Po zvolení předsedou české vlády 6. února 1990 vůdčí roli v OF opustil a ve federálním parlamentu zasedal do konce funkčního období, do červnových voleb 1990.

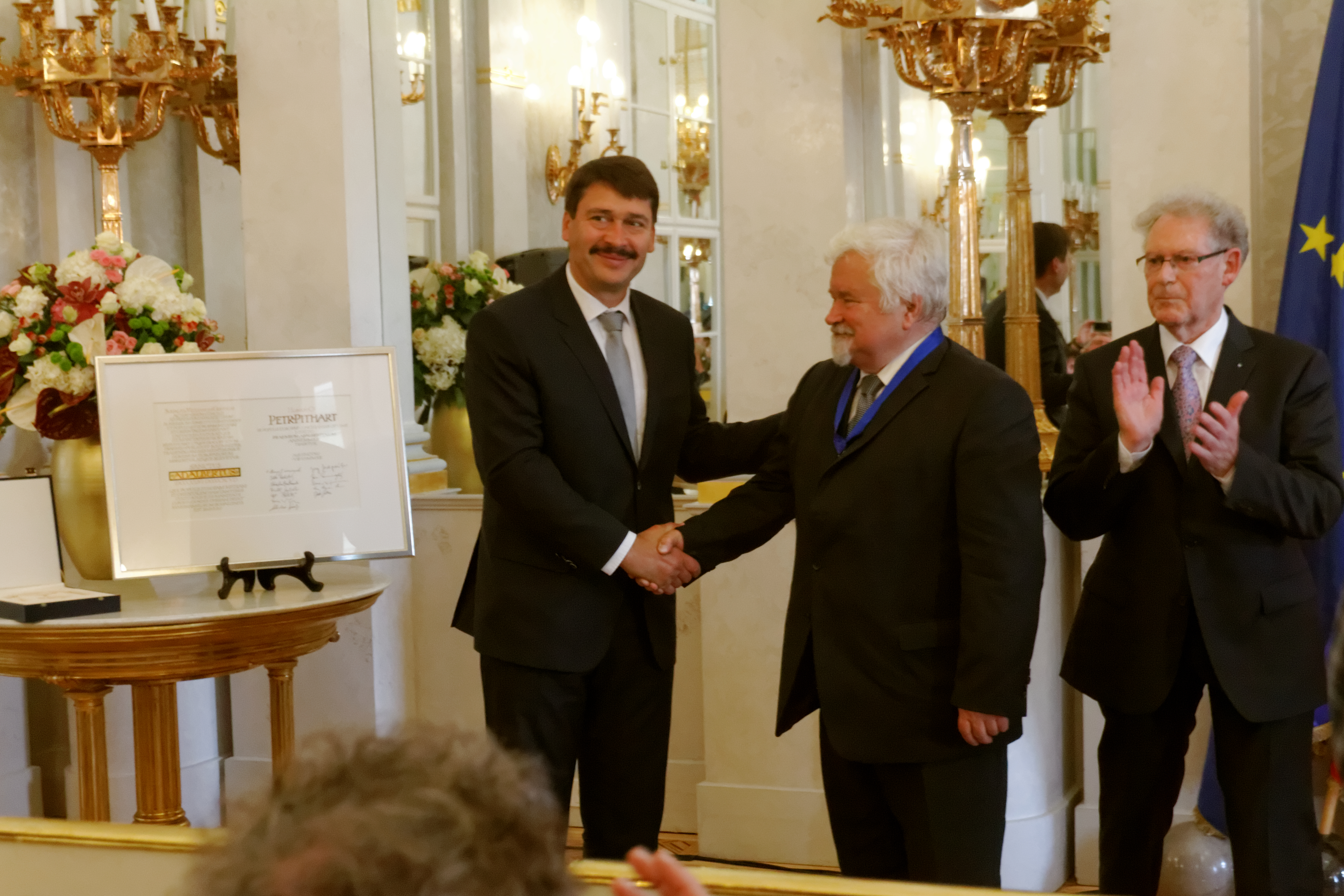
S maďarským prezidentem Jánosem Áderem (vlevo), 2013

Od února 1990 do července 1992 byl předsedou české vlády v rámci federace. Ve volbách 1990 byl zvolen jako poslanec do České národní rady. V letech 1990–1992 se coby premiér podílel na sérii schůzek s představiteli slovenské vlády, na kterých se mělo dospět k shodě o rozdělení kompetencí mezi národními republikami a federálními orgány. Tyto schůzky započaly už na přelomu března a dubna 1990, kdy se setkal se slovenským premiérem Milanem Čičem. Tehdy šlo ale ještě o nezávazné jednání. První oficiální schůzka české a slovenské vlády se konala počátkem srpna 1990 v Trenčianských Teplicích. Následovaly četné další. Historik Jan Rychlík uvedl, že Pithart nemohl v jednáních uspět, protože obě republiky k nim přistupovaly s odlišnými postuláty – Češi usilovali jen o technickou korekci rozdělení kompetencí, Slováci vycházeli z premisy existence dvou národních států, které nanovo vytvářejí volný svazek. Tato koncepce později nabyla požadavku uzavření smlouvy o federaci oběma republikami. V prosinci 1990 dokonce slovenský premiér Vladimír Mečiar navštívil nečekaně Pitharta a naznačil, že pokud česká strana nepřistoupí na slovenské návrhy, může nastat vyhlášení nadřazenosti slovenských zákonů zákonům federálním a rozpad Československa. To se nestalo, ale tlak na zcela jiné pojetí česko-slovenského státu vyvíjel i Mečiarův nástupce Ján Čarnogurský.
Řadil se k zastáncům zachování Československa, ale nebránil se volnějšímu česko-slovenskému svazku. Na složitá jednání mezi českou a slovenskou vládou reagoval televizním projevem 10. listopadu 1991, ve kterém použil ohledně uspořádání Československa termín dvojdomek. Ján Čarnogurský reagoval o několik dní později rovněž veřejným vystoupením a vstřícně se k Pithartovu návrhu postavil. Jenže koncept dvojdomku odmítla česká pravice, která se v té době již vymezovala proti Občanskému hnutí – domovskému subjektu Petra Pitharta. Český premiér tak čelil za svůj výrok kritice. Mezitím se krátilo funkční období vlády, protože volby se měly odehrát na jaře 1992. V únoru 1992 se podílel na jednání českých, slovenských i federálních orgánů v Milovech u Žďáru nad Sázavou, kde byl skutečně přijat návrh smlouvy mezi českou a slovenskou stranou. Na Slovensku ho nicméně odmítly HZDS a Slovenská národní strana a nebyl nikdy aplikován. V březnu byla jednání o státoprávním uspořádání odložena na dobu po volbách.
V roce 1991 se při rozpadu OF stal spoluzakladatelem a místopředsedou Občanského hnutí, které ovšem ve volbách v roce 1992 neuspělo, nezískalo ani zastoupení v zákonodárných sborech. Po odchodu z premiérského postu v roce 1992 se na přechodnou dobu stáhl z politiky.

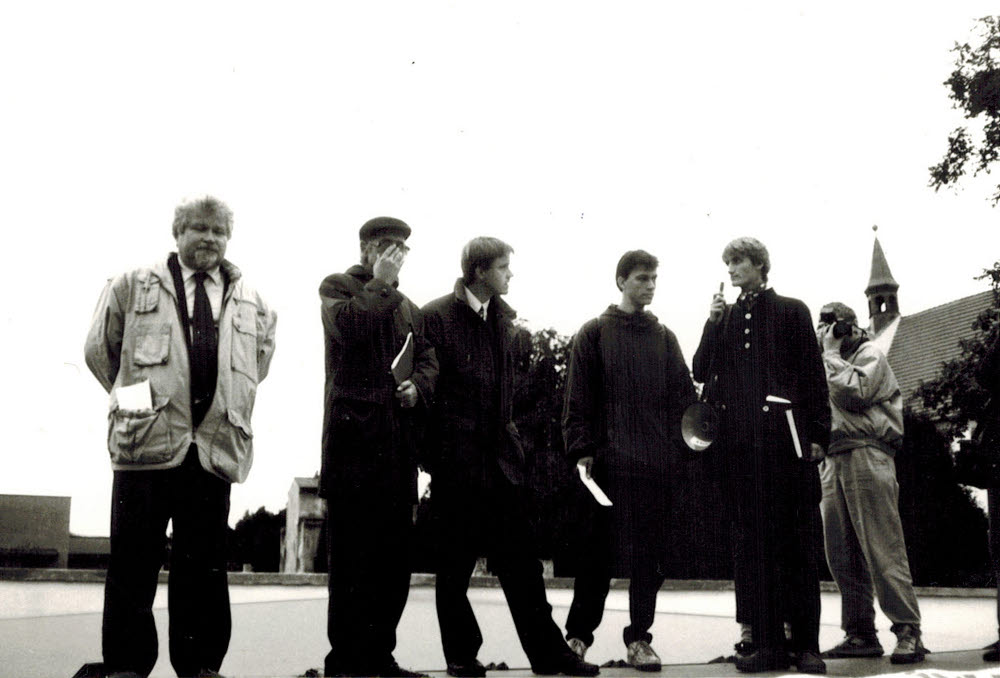
Petr Pithart během protestní akce proti jaderné elektrárně v Temelíně, rok 1995

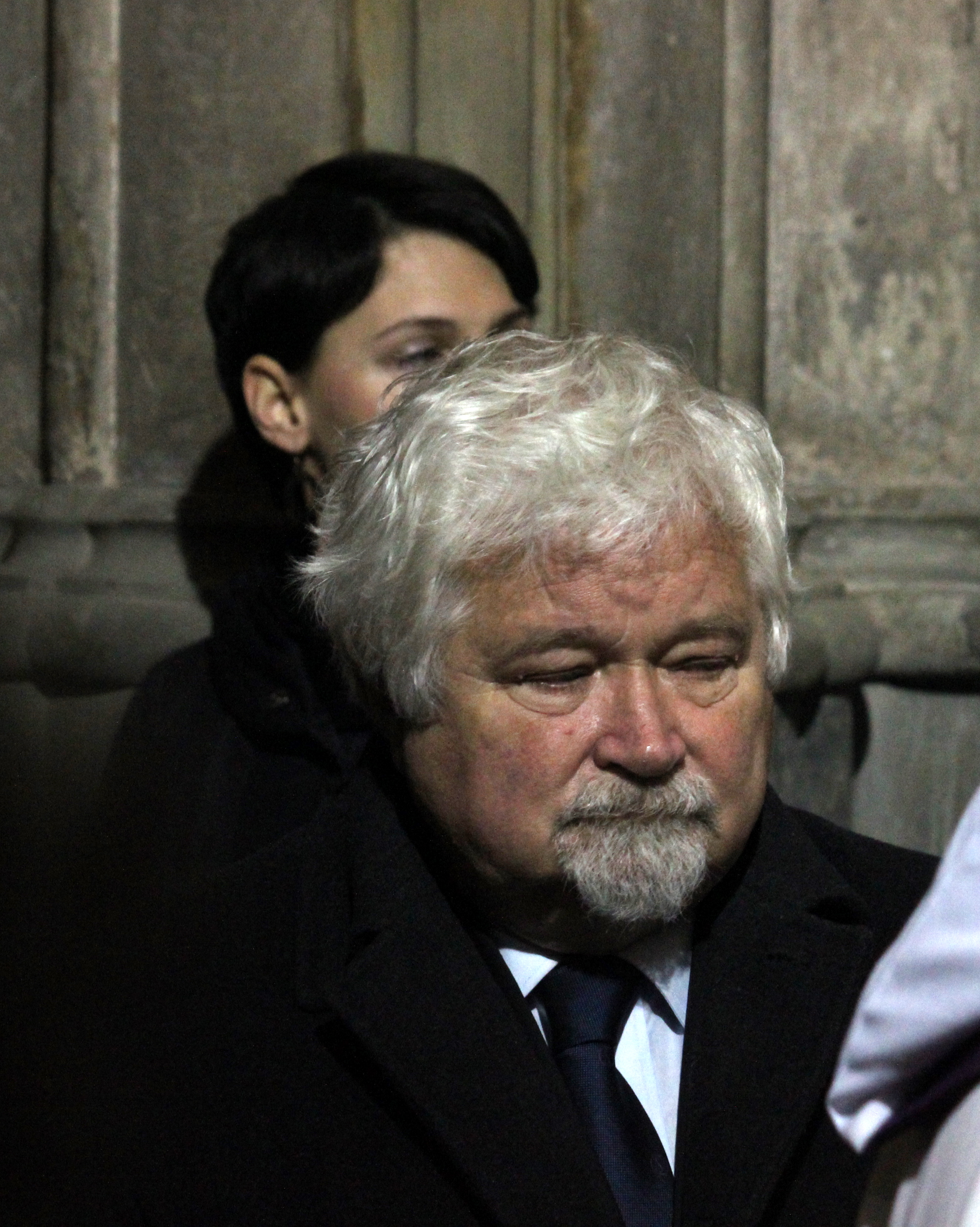
Na státním pohřbu Václava Havla ve Svatovítské katedrále, 2011

### Senátorem
V letech 1996–1998 a 2000–2004 byl předsedou Senátu a v letech 1998–2000 a od roku 2004 byl jeho místopředsedou. V horní komoře parlamentu zasedal za Senátní obvod č. 44 – Chrudim v letech 1996 až 2012, kdy znovu kandidovat odmítl, jako kandidát nominovaný KDU-ČSL. V dokumentárním portrétu z cyklu Expremiéři v roce 2013 uvedl: „Ty dvě funkce v senátu (…) mně vlastně sedly mnohem víc než ta premiérská role. (…) Kdybych se mohl znovu rozhodovat, tak bych si na funkci premiéra netroufl.“

### Další působení
Od roku 1990 a po svém vládním angažmá znovu od roku 1994 působí jako docent Právnické fakulty Univerzity Karlovy, do roku 2011 jako vedoucí Katedry politologie a sociologie. V mezidobí let 1992 až 1994 působil na Středoevropské univerzitě v Praze.
Byl dlouholetým předsedou Společnosti Bernarda Bolzana, která se od 90. let věnuje podpoře česko-německých vztahů.
V té době[kdy?] se také účastnil publicistického pořadu o TGM, pořádaného každoročně na podzim Klubem TGM Masarykova demokratického hnutí v Kopřivnici.
Několikrát se vyjádřil proti možnosti, aby politická hnutí kandidovala ve volbách. Odůvodnil to tím, že jsou to většinou nedemokratické spolky ve vlastnictví jednoho člověka. Jsou neústavní a možná i protiústavní pro to, že v ústavě se zmiňují pouze politické strany.

### Kandidatura na prezidenta
V roce 2003 neúspěšně kandidoval na funkci prezidenta České republiky jako kandidát tehdejší Čtyřkoalice. Po jeho rudolfinském projevu v roce 2016 u příležitosti 80. výročí narození Václava Havla se začalo výrazně spekulovat o jeho případné prezidentské kandidatuře v roce 2018. Zprvu ji nevyloučil, později však prohlásil, že na kampaň již nemá dostatek fyzických sil.

## Postoje a smýšlení
V květnu 2024 kritizoval izraelského premiéra Benjamina Netanjahua a jeho politiku vůči Palestincům v Gaze.
Vyjádřil pochopení pro izraelské letecké útoky na Írán v červnu 2025.

## Ocenění
- 1991: Cena Františka Kriegla „Za občanskou statečnost“ od Nadace Charty 77
- 1997: Čestná medaile TGM, kterou mu jako předsedovi senátu udělilo Masarykovo demokratické hnutí, 14. září 1997
- 2004:  Řád čestné legie IV. třída – důstojník, Francouzská vláda
- 2004: Čestný odznak Za zásluhy o Rakouskou republiku, Rakouská vláda
- 2004:  Řád za zásluhy Polské republiky
- 2010: Umělecká cena česko-německého porozumění
- 2013: Internationaler Adalbert-Preis
- 2018:  Řád Bílého dvojkříže – udělil slovenský prezident Andrej Kiska[25]
- 2023:  Řád Bílého lva - občanská skupina I. třídy[26]
- 2022: Cena města Brna za rok 2021 za mezinárodní spolupráci města Brna[27][28]

## Dílo

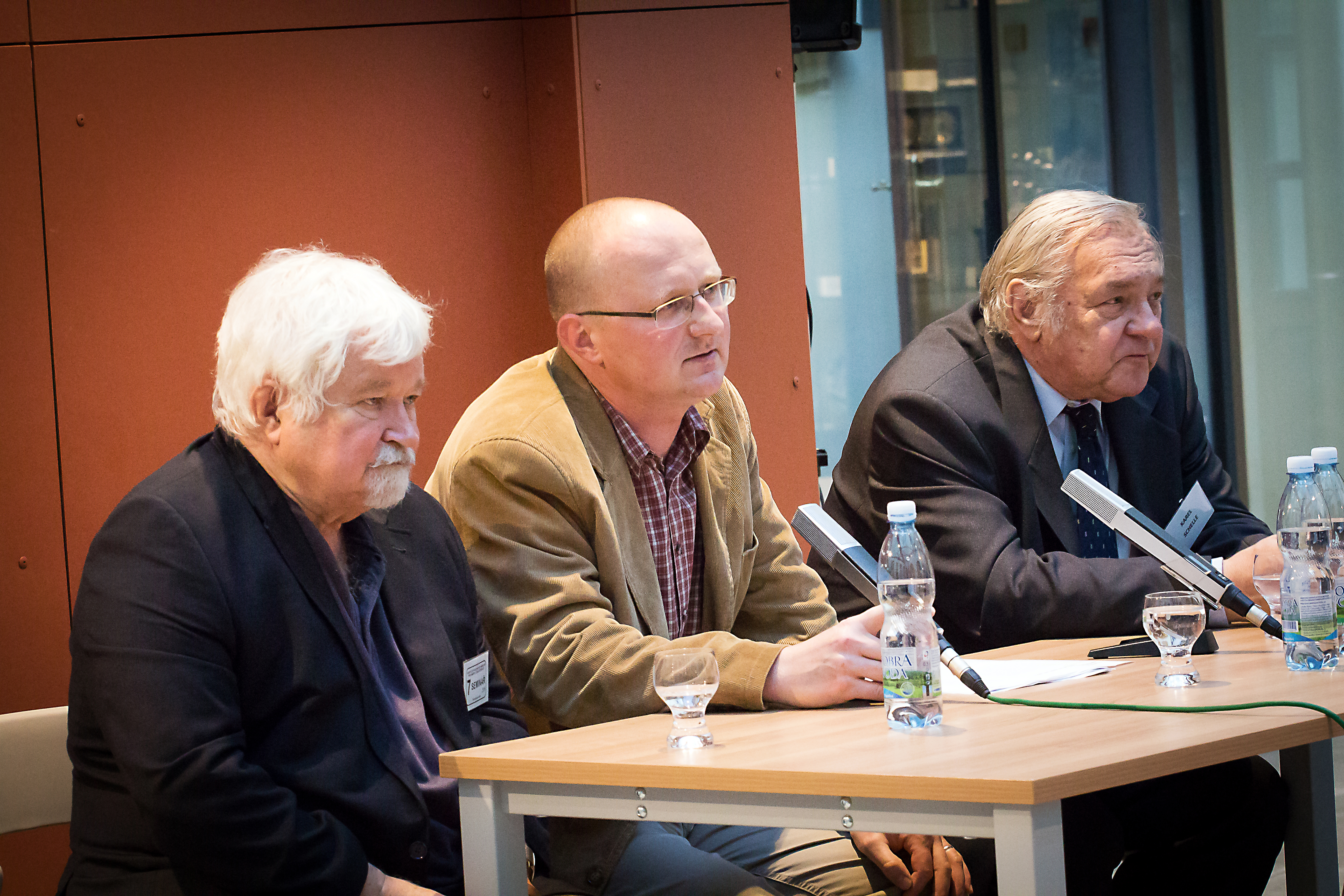
Petr Pithart na představení VIII. a IX. svazku Encyklopedie českých právních dějin věnovaným politickým procesům (Poslanecká sněmovna PČR, 2017).

Po celou dobu své kariéry byl Petr Pithart literárně činný. Jeho knihy mají jak historický, tak i politologický charakter a vrací se v nich často do roku 1968. Jako autor se účastnil i na projektu Encyklopedie českých právních dějin.
Knihy:
- Obrana politiky (Panorama 1990; Academia 2005)
- Osmašedesátý (Rozmluvy 1990)
- Dějiny a politika: Výbor z esejistiky (Prostor 1991)
- Po devětaosmdesátém: Kdo jsme? – Mezi vzpomínkami a reflexí: Texty z let 1992-1996 (Doplněk 1999)
- Češi v dějinách nové doby (Rozmluvy 1992; Academia 2003)
- Devětaosmdesátý (Academia 2009)
- Ptám se, tedy jsem: Rozhovor s Martinem T. Zikmundem (Portál 2010)
- Po Devětaosmdesátém. Rozpomínání a přemítání (Academia 2015)
- Osmašedesátý, komentované vydání (Academia 2019)
- Obrana politiky II. Přednášky z let 1994-2018 (Leges 2018)

### Filmové dokumenty
- Petr Pithart, politikem proti své vůli (2025), 52 min., režie: Martin Slunečko, Miloslav Šmídmajer[29]